# Viola Holt
Viola Holt-van Emmenes (Den Haag, 5 augustus 1949) is een Nederlands televisiepresentatrice.

## Loopbaan
Als 17-jarige ging Holt, dochter van de ook voor radio en tv actieve sportjournalist ir. Ad van Emmenes, bij de AVRO aan de slag als omroepster. Van 1970 tot 1981 deed ze dit werk voor de NOS. Hiernaast presenteerde ze ook een aantal programma's, zoals 'Nederland op de jonge tour' en 'Europa op de jonge tour', en 'Dokter Ja dokter nee' met Aart Gisolf, alsmede reportages als de bevrijdingsherdenking en het Nationaal Songfestival. Omdat ze in 1981 een keer te laat verscheen als omroepster, werd ze ontslagen. Ze ging bij de TROS aan de slag om Aktua, Aktua Sportcafé, Maandagmiddag Magazine en het radioprogramma Duit in de Zak te presenteren. Eind jaren 1980 was ze echter nog maar nauwelijks op televisie te zien en werkte ze als tv-programma-inkoopster bij Strengholt in Naarden. Ook was zij verantwoordelijk voor de eerste commerciële NOS productie: "De 11 stedentocht".
De komst van de nieuwe televisiezender RTL-Véronique, eind 1989, gaf haar carrière een nieuwe impuls. Na het tegenvallende programma TV-Romantica, werd Holt op het nieuwe middagmagazine van RTL 4 De 5 Uur Show gezet. Medepresentatrices Dieuwertje Blok, Catherine Keyl, Myrna Goossen en Maya Eksteen presenteerden slechts enkele jaren het programma terwijl Holt het bleef doen tot de laatste uitzending in 1998. Op RTL presenteerde ze ook nog enkele andere programma's.
Na een sabbatical jaar keerde Holt in 1999 terug met een nieuwe versie van het programma Klasgenoten. Hoewel dit programma het goed deed (anderhalf miljoen kijkers, 8 afleveringen)  bleef het bij slechts één seizoen: RTL 4 wilde verjongen, dit programma trok een te oude kijkersgroep.
In 1998 verhuisde Holt, samen met haar man, voor vijf jaar naar Puerto Vallarta te Mexico, om aldaar een Indonesisch restaurant TOKOLOKO te beginnen. Ook exposeerde ze haar schilderijen en zeefdrukken en maakte er samen met haar echtgenoot een wekelijkse krant voor de Nederlandse toeristen.
In 2003 lagen er plannen klaar om een semihomeshoppingprogramma te presenteren met Eddy Keur op Net5. 5 Op de Koffie werd eerst uitgesteld maar in 2005 geannuleerd. In 2005 was Holt wel te zien in het Yorin-survivalprogramma Bobo's in the Bush. In 2006 was ze tevens hotelier in Hotel Big Brother. Twee jaar was Holt pr-medewerkster van de schoonheidskliniek van Hannah Cosmetics en werkte ze als freelancejournaliste en columniste.
Vanaf 1 maart 2007 presenteerde Holt het programma Nieuws uit Holland van RNN7 en daarnaast elke dinsdag en vrijdag het rechtstreeks uitgezonden programma RNN Vandaag.
In 2010 was Holt een van de kandidaten in het programma Ranking the Stars. In 2011 deed ze mee aan het programma Lang leve de tv!. In januari 2019 was Holt een van de deelnemers aan het programma Project Rembrandt, maar zij viel in de eerste aflevering af, ondanks haar jarenlange ervaring als kunstenares.
In mei 2015 werd aangekondigd dat zij in oktober dat jaar ingewijd zou worden als Reiki-master. Ze beweerde mensen en dieren op afstand te kunnen genezen. Zij werkte ook als Feng Shui en interieurstyliste bij Miliani woonstudio in Almere.

## Trivia
- De Playboy uit 1984 waarop Holt prijkt, is tot op de dag van vandaag de bestverkochte ooit.[5]
- In De Telegraaf van 5 september 2007 bevestigde ze dat ze in haar beginjaren bij de NOS als omroepster een relatie had gehad met Joop van Zijl.
- In 2021 werkt ze mee aan de podcast 'Para-normaal of niet'  samen met Thomas Woolthuis en Victor Chevallier van De Praatkast.